# Park Narodowy Glenveagh
Glenveagh National Park (irl. Páirc Naisiúnta Gleann Bheatha) – park narodowy o powierzchni 16500 ha w północnej części Republiki Irlandii. Obejmuje część pasma górskiego Derryveagh, jego malowniczą scenerię tworzy zespół jezior otoczonych górskimi szczytami. Park obejmuje najwyższe szczyty Donegalu. W pd.-zach. części Parku przeważają granitowe urwiska wymodelowane przez lądolód, natomiast w pn. części występują wzgórza o łagodnych zboczach i głębokie torfowiska.